# Blue (banda)
Blue es un grupo de música británico formado por Lee Ryan, Duncan James, Antony Costa y Simon Webbe.

## Biografía
A comienzos del 2000, Duncan James y Antony Costa convencieron a Lee Ryan y a Simon Webbe para formar una banda musical: Blue. Contratados por la discográfica inglesa Virgin, subsidiaria de EMI, Blue fue un fenómeno fan durante los años 2000-2005, fecha en la que el grupo decidió separarse para centrarse en sus carreras musicales en solitario. Ya en 2009, el grupo decidió volver a los escenarios.

### All Rise
El grupo publicó su sencillo debut "All Rise" en mayo de 2001, siendo su primer éxito en su país natal. Blue continuó en agosto de 2001 con su canción "Too Close", llegando al número 1 varios países, vendiendo más de 6.000.000 de sencillo [cita requerida]. El álbum actualmente ha vendido unas 9.500.000 de copias en todo el mundo.
El tercer sencillo fue "If You Come Back", y fue publicado en noviembre de 2001. Estos tres sencillos estuvieron incluidos en el álbum debut "All Rise", que fue publicado en Navidades. El cuarto y último sencillo del disco "All Rise" fue "Fly By II", un remix del tema "Fly By".
En Estados Unidos y Canadá, el disco nunca se publicó, pero sí los sencillos "Too Close" y "If You Come Back".

### One Love
Blue regresó al mercado musical con el sencillo "One Love" en verano del 2002, después de sus primeros conciertos por Europa y Asia.
En noviembre de 2002, Blue publicó el tema "Sorry Seems To Be The Hardest Word", tema cantado con Elton John. Ya en la campaña de Navidad, el 11 de noviembre de 2002 publicaron el álbum "One Love", disco que ha vendido unos 20.000.000 de copias en todo el mundo[cita requerida].
El último sencillo publicado del disco fue el tema "U Make Me Wanna",el cual tuvo un menor impacto.

### Guilty
"Guilty" es el tercer disco de estudio del grupo. El disco fue lanzado el 11 de noviembre de 2003, después de la gira mundial "One Love Tour". El sencillo debut fue "Guilty".
El segundo sencillo del disco fue "Signed, Sealed, Delivered; I'm Yours", tema cantado con Stevie Wonder y Angie Stone, siendo un sencillo con un éxito moderado. El disco ha vendido actualmente unas 7.000.000 de copias en todo el mundo.
El tercer sencillo del disco fue "Breathe Easy", una balada-pop.

### Best Of Blue
El grupo decidió separarse después de publicar el "Greatest Hits" del grupo, titulado "Best Of Blue" en 2004, que contenía todos los éxitos del grupo inglés, además de nuevos temas como "Curtain Falls", "Get Down On It" y "Love At First Sight", compuesta por Lee Ryan.
"Curtain Fails" fue el primer sencillo publicado. El segundo sencillo y último fue "Get Down On It", tema original del grupo de los '80 Kool & The Gang.

### 4 Ever Blue
El disco "4 Ever Blue" fue publicado en Italia en el 2005 un recopilatorio con canciones publicadas en Italia, como son "You & Me Bubblin'" junto con el grupo Link Up, o el tema "A Chi Mi Dice", versión italiana del sencillo "Breathe Easy". El único sencillo publicado fue el tema "Only Words I Know". Más tarde, fue reeditado con el disco The Platinum Collection.
Algunas de los temas que incluye el disco son: "Only Words I Know", "Sweet Thing", "A Gift", "Love RIP", "Quand le Rideau Tombe" (versión francesa de "Curtain Falls"), "Get Down On It", "Breathe Easy" o "Made For Lovin' You", entre otros.

### The Platinum Collection
En 2006, la compañía discográfica de Blue, Innocent/Virgin, decidió publicar un triple Cd (cuádruple CD en el Reino Unido), en el que contenía las mejores canciones del grupo, además de un DVD del concierto de Blue en Wembley, Londres.
El primer sencillo del recopilatorio fue "Only Words I Know", tema ya publicado anteriormente el Italia.
El segundo sencillo publicado fue "Made For Lovin' You", una balada-pop que tuvo un éxito muy moderado.

### The Ultimate Collection
Es una nueva compilación de algunos de sus éxitos, incluyendo temas de sus tres álbumes.
Canciones en el disco:
1. All Rise
2. Too Close
3. Fly By II
4. This Temptation
5. One Love
6. Get Down
7. Taste It
8. Bubblin'
9. Like A Friend
10. When Summer's Gone
11. Breathe Easy [Love 4 Music Remix] con Jamie Summaz
12. U Make Me Wanna (Urban North Edit)

### El retorno de Blue
En abril de 2009 la banda se vuelve a reunir y comienza a trabajar en nuevos temas con EMI Music, debido a que todavía tiene un compromiso con la compañía musical de publicar 3 discos más. En 2009 actuaron en varios conciertos. En una entrevista con BBC Radio 1 en enero de 2010, Duncan James dijo que habían encontrado, a principios de 2009, un estudio en Nueva York para elaborar el nuevo disco, y que también habían estado haciendo nuevas canciones con artistas como Ne-Yo, por lo que el nuevo material tendría un sonido totalmente diferente al que habían hecho hasta entonces. Ya en junio de 2010, Lee Ryan publicó en su cuenta de Twitter que había escrito cuatro canciones del nuevo álbum y que el grupo ya había empezado a grabar el nuevo disco. En junio de 2012 presentaron durante su gira por China el sencillo del nuevo álbum llamado "Hurt Lovers"

### Festival de la Canción de Eurovisión 2011
El 29 de enero de 2011, se anunció que Blue sería el representante del Reino Unido en el Festival de la Canción de Eurovisión 2011, con el tema I Can. El certamen se celebró en mayo, en la ciudad alemana de Düsseldorf. En la final del certamen, finalizaron en un 11º puesto con 100 puntos.

### Roulette
Roulette es el cuarto álbum de estudio de Blue, lanzado el 25 de enero de 2013. El álbum fue precedido por el lanzamiento del primer sencillo, "Hurt Lovers", el 4 de enero de 2013, incluye también la canción de Eurovisión de la banda , "I Can". El álbum fue lanzado en Alemania y en otros territorios europeos el 25 de enero. Fue lanzado en Reino Unido el 28 de abril de 2013.

## Carreras musicales en solitario
Los cuatro componentes de Blue han sacado singles y discos en solitario.
Duncan James
Fue el primer miembro en sacar un sencillo con la cantante inglesa Keedie, titulado "I Believe My Heart", publicado a finales del 2004 en el Reino Unido.
El 12 de junio de 2006, publicó su primer sencillo de su álbum debut titulado "Future Past". El sencillo fue "Sooner Or Later".
Debido a esto, se publicó el segundo y último sencillo del álbum, "Can't Stop A River", siendo sólo distribuido en el Reino Unido e Irlanda. Duncan fue despedido de EMI a finales de 2006.
Lee Ryan
Publicó el 1 de agosto de 2005 su álbum debut, "Lee Ryan", y un mes antes su primer sencillo en solitario, titulado "Army Of Lovers".
El segundo y tercer singles fueron "Turn Your Car Around" y "When I Think Of You". El cuarto sencillo, "Real Love", fue banda sonora para la película de animación "Ice Age: El Deshielo".
Lee dejó Sony BMG. Se espera que su nuevo disco salga a finales de 2007, comienzos del 2008 vía EMI.
Simon Webbe
Publicó el 22 de agosto de 2005 su sencillo-debut titulado "Lay Your Hands", una balada pop/R&B. El segundo sencillo fue "No Worries".
El disco fue publicado el 14 de noviembre de 2005 en el Reino Unido, y un día después, en todo el mundo. El tercer sencillo y último fue "After All This Time".
El 13 de noviembre de 2006 vendría "Grace", su segundo disco en solitario, y el primer sencillo fue "Coming Around Again". El segundo sencillo fue "My Soul Pleads For You", fue un fracaso en las listas y el sencillo fue sólo publicado en el Reino Unido.
"Seventeen" y "Ride The Storm/Grace" fueron los siguientes singles, en el que fueron grandes fracasos para el cantante y EMI.
Antony Costa
Publicó el 6 de febrero de 2006 su primer sencillo en solitario, titulado "Do You Ever Think Of Me?".
Su álbum-debut, "Heart Full Of Soul", fue publicado por la discográfica independiente Globe Records UK el 3 de julio de 2006. Antony decidió dejar la discográfica, y continuó con su carrera en solitario.
Fue elegido a comienzos de 2006 para actuar en el musical "Blood Brothers". Además, consiguió un papel en el musical de "Boogie Nights".
A comienzos del 2007 consiguió un contrato discográfico con la multinacional Polydor. El disco Heart Full Of Soul fue reeditado y publicado en Japón y China el 2 de abril de 2007.

## Discografía

### Álbumes
| Año  | Álbum                       | Discográfica    |
| ---- | --------------------------- | --------------- |
| 2001 | "All Rise"                  | EMI             |
| 2002 | "One love"                  | EMI             |
| 2003 | "Guilty (edición especial)" | EMI             |
| 2004 | "Best Of Blue"              | EMI             |
| 2005 | "4Ever Blue (Italia)"       | EMI Italy       |
| 2006 | "The Platinum Collection"   | EMI             |
| 2007 | "Blue - The collection"     | EMI Gold        |
| 2013 | "Roulette"                  | Island Recordsc |

### Sencillos
| Año  | Título                                                | Álbum                   |
| ---- | ----------------------------------------------------- | ----------------------- |
| 2001 | "All Rise"                                            | All Rise                |
| 2001 | "Too Close"                                           | All Rise                |
| 2001 | "If You Come Back"                                    | All Rise                |
| 2002 | "Fly By II"                                           | All Rise                |
| 2002 | "One Love"                                            | One Love                |
| 2002 | "Sorry Seems To Be The Hardest Word" (con Elton John) | One Love                |
| 2003 | "U Make Me Wanna"                                     | One Love                |
| 2003 | "Guilty"                                              | Guilty                  |
| 2003 | "Signed, Sealed, Delivered; I'm Yours"                | Guilty                  |
| 2004 | "Breathe Easy"                                        | Guilty                  |
| 2004 | "Bubblin'"                                            | Guilty                  |
| 2004 | "You & Me Bubblin'" Feat. Link Up (Francia)           | Guilty                  |
| 2004 | "A Chi Mi Dice" (Italia y Francia)                    | Guilty                  |
| 2004 | "Curtain Falls"                                       | Best Of Blue            |
| 2005 | "Get Down On It" con Lil Kim                          | Best Of Blue            |
| 2006 | "Only Words I Know"                                   | The Platinum Collection |
| 2006 | "Made For Lovin' You"                                 | The Platinum Collection |
| 2011 | "I Can"                                               | ESC 2011                |
| 2013 | "Hurt Lovers"                                         | Roulette                |